# Campagna Abiti Puliti
Campagna abiti puliti, in sigla CCC (in inglese: Clean Clothes Campaign) è la più grande alleanza del settore abbigliamento di sindacati e di organizzazioni non governative.
Le loro campagne si focalizzano sul miglioramento delle condizioni lavorative nel settore dell'abbigliamento.
L'associazione nacque nei Paesi Bassi nel 1989. Ora è diffusa in altri 14 paesi europei: Austria, Belgio, Danimarca, Finlandia, Francia, Germania, Irlanda, Italia, Norvegia, Polonia, Regno Unito, Spagna, Svezia e Svizzera.
La CCC lavora con una rete di partner di più di 250 organizzazioni in tutto il mondo.